# Ла-Унион (футбольный клуб)
«Ла-Унион» (исп. CF La Unión) — бывший испанский футбольный клуб из одноимённого города, в провинции и автономном сообществе Мурсия. Домашние матчи проводил на стадионе «Полидепортиво Мунисипаль», вмещающем 3 000 зрителей. Клуб был основан в 2011 году, в результате переезда в Ла-Унион клуба «Каравака», по инициативе президента клуба, однако другие совладельцы клуба не согласились с таким решением и заручившись поддержкой мэра города Каравака-де-ла-Крус, где ранее выступала команда, обратились в испанскую и региональную федерации футбола, с просьбой признать незаконным переезд клуба. По результатам сезона 2011/12 «Ла-Унион» вылетел из Сегунды B и был расформирован.

## Сезоны по дивизионам
- Сегунда B - 1 сезон

## Известные игроки и воспитанники
- Педро Лопес